# Niphobleta squamipes
Niphobleta squamipes är en skalbaggsart som beskrevs av Gerstaecker 1882. Niphobleta squamipes ingår i släktet Niphobleta och familjen Cetoniidae. Inga underarter finns listade i Catalogue of Life.